# Wiaczesław Wojnow
Wiaczesław Leonidowicz Wojnow (ros. Вячеслав Леонидович Войнов; ur. 15 stycznia 1990 w Czelabińsku) – rosyjski hokeista, reprezentant Rosji, trzykrotny olimpijczyk.

## Kariera
- Traktor 2 Czelabińsk (2005-2006, 2007/2008)
- Traktor Czelabińsk (2006-2008)
- Manchester Monarchs (2008-2013)
- Los Angeles Kings (2011-2015)
- SKA Sankt Petersburg (2015-2018)
- Awangard Omsk (2019-2020)
- Dinamo Moskwa (2021-)

Wychowanek Traktora Czelabińsk. W drafcie NHL z 2008 został wybrany przez Los Angeles Kings. Od tego czasu występował w klubie farmerskim, Manchester Monarchs. Od 2011 zawodnik Los Angeles Kings. W czerwcu 2013 przedłużył o sześć lat kontrakt z klubem. We wrześniu 2015 zwolniony z klubu. W październiku 2015 prawa do Wojnowa zbył macierzysty klub Traktor Czelabińsk na rzecz SKA Sankt Petersburg. Po raz ostatni zagrał mecz w marcu 2018, po czym w sezonie 2018/2019 nie występował w żadnym klubie, a w lipcu 2019 przeszedł do Awangardu Omsk i z tym zespołem przygotowywał się do nowego sezonu KHL (2019/2020). Po sezonie 2019/2020 odszedł z klubu. W maju 2021 został ogłoszony jego transfer do Dinama Moskwa.
W barwach Rosji uczestniczył w turniejach zimowych igrzysk olimpijskich 2014, mistrzostw świata w 2016. W ramach ekipy olimpijskich sportowców z Rosji brał udział w turnieju zimowych igrzysk olimpijskich 2018. W barwach reprezentacji Rosyjskiego Komitetu Olimpijskiego uczestniczył w turnieju zimowych igrzysk olimpijskich 2022.

## Życie prywatne
W sierpniu 2014 ożenił się z Martą Warłamową. Na początku sezonu NHL (2014/2015). W październiku 2014 został aresztowany w związku z przemocą domową, po czym zawieszony w prawach zawodnika.

## Sukcesy
Reprezentacyjne
- Złoty medal mistrzostw świata juniorów do lat 18: 2007
- Srebrny medal mistrzostw świata juniorów do lat 20: 2007
- Srebrny medal mistrzostw świata juniorów do lat 18: 2008
- Brązowy medal mistrzostw świata juniorów do lat 20: 2008, 2009
- Złoty medal mistrzostw świata: 2016
- Złoty medal zimowych igrzysk olimpijskich: 2018
- Srebrny medal zimowych igrzysk olimpijskich: 2022

Klubowe
- Puchar Stanleya – mistrzostwo NHL: 2012, 2014 z Los Angeles Kings
- Puchar Gagarina – mistrzostwo KHL: 2017 ze SKA
- Złoty medal mistrzostw Rosji: 2017 ze SKA

Indywidualne
- Mistrzostwa świata do lat 18 w hokeju na lodzie mężczyzn 2007/Elita:
  - Jeden z trzech najlepszych zawodników reprezentacji na turnieju[8]
- Mistrzostwa świata juniorów do lat 18 w 2008:
  - Skład gwiazd turnieju
  - Jeden z trzech najlepszych zawodników reprezentacji
- AHL (2010/2011):
  - AHL All-Star Game
  - Drugi skład gwiazd
- Mistrzostwa Świata w Hokeju na Lodzie 2016/Elita:
  - Jeden z trzech najlepszych zawodników reprezentacji w turnieju[9]
- KHL (2016/2017):
  - Piąte miejsce w klasyfikacji strzelców wśród obrońców sezonie zasadniczym: 12 goli
  - Piąte miejsce w klasyfikacji asystentów wśród obrońców w sezonie zasadniczym: 26 asyst
  - Trzecie miejsce w klasyfikacji kanadyjskiej wśród obrońców sezonie zasadniczym: 37 punktów
- KHL (2017/2018):
  - Skład gwiazd miesiąca – październik 2017[10]
- Hokej na lodzie na Zimowych Igrzyskach Olimpijskich 2018 – turniej mężczyzn[11][12]:
  - Drugie miejsce w klasyfikacji kanadyjskiej wśród obrońców turnieju: 6 punktów[13]
  - Pierwsze miejsce w klasyfikacji +/− turnieju: +9[14]
  - Najlepszy obrońca turnieju
  - Skład gwiazd turnieju
- KHL (2017/2018):
  - Drugie miejsce w klasyfikacji strzelców wśród obrońców w fazie play-off: 3 gole
- KHL (2019/2020):
  - Drugie miejsce w klasyfikacji asystentów wśród obrońców w sezonie zasadniczym: 30 asyst
  - Drugie miejsce w punktacji kanadyjskiej wśród obrońców w sezonie zasadniczym: 41 punktów
  - Pierwsze miejsce w klasyfikacji średniego czasu gry w meczu wśród obrońców w sezonie zasadniczym: 24,32 min
- KHL (2021/2022):
  - Trzecie miejsce w klasyfikacji asystentów wśród obrońców w sezonie zasadniczym: 26 asyst
  - Czwarte miejsce w klasyfikacji kanadyjskiej wśród obrońców w sezonie zasadniczym: 31 punktów
  - Najlepszy obrońca etapu – ćwierćfinały konferencji[15]
  - Pierwsze miejsce w klasyfikacji strzelców wśród obrońców w fazie play-off: 5 goli
  - Drugie miejsce w klasyfikacji strzelców zwycięskich goli meczowych w fazie play-off: 3 gole
  - Czwarte miejsce w klasyfikacji kanadyjskiej wśród obrońców w fazie play-off: 10 punktów
- KHL (2022/2023):
  - Drugie miejsce w klasyfikacji strzelców wśród obrońców w sezonie zasadniczym: 11 goli
  - Drugie miejsce w klasyfikacji asystentów wśród obrońców w fazie play-off: 9 asyst
  - Trzecie miejsce w klasyfikacji kanadyjskiej wśród obrońców w fazie play-off: 9 punktów

Wyróżnienie
- Zasłużony Mistrz Sportu Rosji w hokeju na lodzie (2018)[16]

Odznaczenie
- Order Przyjaźni (27 lutego 2018)[17]